# Cs. Bogáts Dénes
Cs. Bogáts Dénes, Csíkmadarasi (Nagyszeben, 1882. április 22. – Sepsiszentgyörgy, 1949. november 8.) magyar történész, nyelvész.

## Életútja
Középiskolai tanulmányait Nagyszebenben és Budapesten végezte, egy ideig posta- és távírdai tisztviselő. Sepsiszentgyörgyön már mint nyugdíjas került kapcsolatba a Székely Nemzeti Múzeummal. Az egyetemi tanulmányok hiányát önműveléssel pótolva, 1932-ben a múzeum igazgató-választmányának tagja, majd tiszteletbeli igazgató-őre lett. A múzeum levéltárában a Székelyföldre vonatkozó helynév- és családtörténeti adatok összeírásával foglalkozott, s rengeteg adatot gyűjtött Háromszék és Sepsiszentgyörgy múltjára vonatkozólag. Bár betegsége ágyhoz kötötte, az utolsó percig írta munkáját a háromszéki helynevekről. Az Erdélyi Múzeum munkatársa volt.
A Székely Nemzeti Múzeum könyvtára számára hatalmas címeres levél gyűjteményt állított össze. Ennek kiadását 1943-ban Herepei János tervezte, de a háború miatt ez nem valósult meg. A gépelt kézirat részben fennmaradt a Bogáts-hagyatékban, de a címeres leveleket elvitte az evakuálás és a megalakult nemzeti levéltár.

## Munkái
- Háromszéki helynevek (az Emlékkönyv a Székely Nemzeti Múzeum ötvenéves jubileumára c. kötetben, Sepsiszentgyörgy 1929. 52-71)
- Az első székely huszárezred a török és francia háborúkban 1788-tól 1814-ig (Sepsiszentgyörgy 1932)
- Adatok a régi Háromszék topográfiájához helynévkutatások alapján (az EME XII. vándorgyűlésének emlékkönyvében, Kolozsvár, 1934. 89-96)
- Zágon 1690. évi feldúlása és következményei (Erdélyi Múzeum 1941/3-4.; klny.: A Székely Nemzeti Múzeum kiadványai 3.)
- Sepsiszentgyörgy története (a Székelyföld írásban és képben c. kötetben, Bp. 1941)
- Háromszék vármegye (idegenforgalmi kiadvány, Bp. 1942)
- Szemerja község és református egyházának története (Sepsiszentgyörgy 1943)
- Háromszéki oklevélszójegyzék (ETF 163. Kolozsvár, 1943)
- A -ni, -nit, -nul, -nül rag a háromszéki régiségben (Dolgozatok 16. Kolozsvár, 1947)
- Háromszéki szótörténeti tárának kéziratos gyűjteménye a második világháborúban elpusztult, új gyűjtéséből Szabó T. Attila tett közzé adatokat (NyIrK 1958/1-4.)
- Adalékok Háromszék iskolatörténetéhez. Cs. Bogáts Dénes bejegyzései Berecz Gyula: Háromszék-vármegye népoktatási intézeteinek története című könyvébe; sajtó alá rend. Coroi Artúr; Erdélyi Múzeum-Egyesület, Kolozsvár, 1998 (Erdélyi tudományos füzetek)